# Archie Madekwe
Archie Madekwe (* 10. Februar 1995 in England) ist ein britischer Schauspieler.

## Leben und Karriere
Madekwe lernte an der BRIT School in Croydon und der London Academy of Music and Dramatic Art. Bevor er zum Film und Fernsehen kam, spielte er in diversen Theaterstücken mit. Seit 2014 ist er vor allem in Fernsehproduktionen zu sehen.
Er ist der Cousin von Ashley Madekwe.

## Filmografie (Auswahl)
- 2014: Casualty (Fernsehserie, 1 Folge)
- 2015: Legacy
- 2016: Fresh Meat (Fernsehserie, 2 Folgen)
- 2016: Luca
- 2018: Hang Ups
- 2018: Informer (Fernsehserie, 1 Folge)
- 2018: Teen Spirit
- 2019: Midsommar
- 2019–2022: See – Reich der Blinden (See, Fernsehserie, 24 Folgen)
- 2019: Les Miserables (Miniserie)
- 2021: Voyagers
- 2023: Gran Turismo
- 2023: Heart of Stone
- 2023: Saltburn
- 2025: Lurker